# 시리아 지역합작위원회
시리아 지역합작위원회(─ 地域合作委員會, 아랍어: هذه المادة متوفرة أيضاً باللغة, Local Coordination Committees of Syria, LCC)는 2011~2012년 시리아 봉기와 관련된 시위를 정리하여 보도하는 지역 단체망으로 구성된 단체이다.